# Bernward Vesper
Bernward Vesper, född 1 augusti 1938 i Frankfurt an der Oder, död 15 maj 1971 i Hamburg, var en tysk förläggare, översättare och författare.

## Liv och verksamhet
Bernward Vesper var son till den pronazistiske författaren Will Vesper (1882–1962). 1961 träffade han Gudrun Ensslin i Tübingen, där båda läste litteraturvetenskap vid universitetet. De startade ett förlag tillsammans, studio neue literatur, och flyttade så småningom till Västberlin. Vespers tolkningar från spanska av Gerardo Diegos dikter utkom där 1964. Sonen Felix Ensslin föddes 1967. När sonen var blott fyra år begick Bernward Vesper självmord på en psykiatrisk klinik i Hamburg genom en överdos sömntabletter.
1977 publicerades Vespers ofullbordade självbiografiskt hållna romanessä Die Reise ("Resan") postumt. Den inordnades då av kritikern Marcel Reich-Ranicki i den litterära genren Neue Subjektivität ("Ny subjektivitet"), som i motsats till en såväl samhällskritisk som experimentell litteratur präglades mer av det innerligt uppfattade och självupplevda. 1986 filmatiserades Die Reise under samma titel av Markus Imhoof.
Filmen Wer wenn nicht wir, på svenska Motståndets tid, från 2011 bygger på Gerd Koenens biografiska bok Vesper, Ensslin, Baader från 2003. Bernward Vesper spelas av August Diehl.

## Verk
- Die Reise. Romanessay (Frankfurt: März, 1977; Reinbek bei Hamburg: Rowohlt Taschenbuch, 1983)
- "Notstandsgesetze von Deiner Hand“. Briefe. 1968–1969. Brevväxling med Gudrun Ensslin med en efterskrift av Felix Ensslin. (Frankfurt am Main: Suhrkamp, 2009)